# Open Board of Stock Brokers
Ne doit pas être confondu avec New-York Open Board of Stock Brokers ou OpenBoard.
L'Open Board of Stock Brokers était une des premières Bourses des valeurs régionales aux États-Unis. D'abord informelle et dans la rue, ou dans le hall d'entrée d'une autre Bourse, appelée le New Board jusque dans les années 1840, elle a été établie en 1864 à New York, sous une forme plus élaborée, comme une rivale du New York Stock Exchange, pour profiter du boom économique et d'investissement suscité par la Guerre civile américaine, appelée aussi Guerre de Sécession, par des agents de change non officiels. La Guerre de sécession américaine ayant suscité en cours de conflit une spéculation sur l'or, qui sert à rembourser les emprunts d'État, ses cours ont triplé en deux ans et variaient fortement selon les nouvelles venues du front par les agences télégraphiques, y compris le soir, faisant varier fortement aussi les cours des nombreuses mines d'or résultant des ruées vers l'or de 1858 à 1860, dans le Colorado, l'Idaho et le Canyon Fraser. Elle a fusionné avec le New York Stock Exchange en 1869.

## Histoire

### Contexte
A New York, le "Regular Board" des courtiers formé en 1792, appelé aussi le New York Stock Exchange, regroupait des marchands drapiers, exerçant leur activité en tenue officielle (hauts de forme et jaquette) et détenant des sièges hérités de leurs parents ou de leur famille. Chaque membre avait une place fixe sur le Parquet. Comme à la même époque à Paris et Londres, des personnes issues de diverses classes et professions commencèrent à négocier des titres financiers sans nécessairement abandonner leur profession initiale, en constituant un groupe social fermé, au nombre de membres limité, fondé sur la fortune, la réputation et les relations personnelles. Les courtiers représentaient les nœuds d’un réseau où les connaissances, les transactions et les services se croisaient. Ils se limitaient à la négociation de titres financiers, avec pour chacun d'eux un ou deux Fixing quotidien attestant d'un prix officiel;
Mais leurs concurrents, ou les colporteurs de valeurs douteuses, ont peu à peu échangé d'autres actions et obligations. Souvent plus jeunes, ces intermédiaires concurrents pouvaient travailler aussi avec les courtiers de la Bourse officielle, en plus de servir directement le public. Leurs titres changeaient de mains dans la rue et dans le hall d'entrée de la Bourse rivale, ou même dans un hôtel, sans opérer de façon aussi cérémonieuse que les courtiers sur le New York Stock Exchange.
Comme à Paris, un marché parallèle se développa assez rapidement à New York, appelé "New Board". Dans les années 1860, il prit le nom d'Open Board. Les courtiers membres de cette Bourse des valeurs payaient des droits d’adhésion représentant seulement un dixième de la somme payée par les membres du New York Stock Exchange, ce qui a fait qu'ils enregistraient un volume de transaction dix fois supérieur.

### La guerre de Sécession
La guerre de Sécession américaine déclenche en cours de conflit une spéculation sur l'or, qui sert à rembourser les emprunts d'État. Elle a en particulier déclenché un triplement des cours de l'or entre 1861 et 1863, ce qui met en difficulté le Trésor américain. La guerre amène le New York Stock Exchange à prendre pour la première fois son nom officiel, le 29 janvier 1863, pour agir "patriotiquement" et interdire les ventes à terme d'or. Elles sont bientôt lourdement taxées, ce qui entraîne la fondation du New York Gold Exchange en octobre 1864. Entre-temps fait rage aussi une spéculation sur les actions, qui débute en 1862, et qui se poursuit jusqu'en 1864, ce qui fait bondir les volumes d'échanges et met en difficulté le système traditionnel de négociation du NYSE.
Le premier nouveau marché boursier à ouvrir pendant la guerre de Sécession américaine est le "Public Stock Board", à la fin de l'année 1862, qui se réunit l'après-midi pour deux sessions. Jusque là, le NYSE ne négociait que le matin. Le "Public Stock Board" est basé au 23 William Street, et acquiert le surnom de "The Coal Hole" (le trou à charbon). Une partie des traders le quittent ensuite en mars 1864 pour le marché appelé "Open Board of Stock Brokers". Peu à peu, il prend la place du "Public Stock Board" et commence à organiser une « Bourse du Soir », lorsque les événements le justifiaient, en particulier quand le marché boursier a commencé à s'emballer en mai 1862. Le New York Times mentionne des échanges du "Public Stock Board" tenus dans un hôtel de la 5ème Avenue dès novembre 1863 et le New York Herald décrit ce lieu enfiévré comme le "Trou noir de Calcutta".
Le courtier Robert H. Gallaher décide alors d'organiser une version quasi-nocturne et moins officielle de l'Open Board of Stock Brokers. Il loue les caves de l'hôtel et fait payer 25 cents l'entrée de la criée, qui a lieu tous les soirs de 17 heures à minuit, à partir du 19 janvier 1864 selon le Times. En mars, il est décidé de déménager à Broadway, à l'angle de la 23ème rue, selon l'historien Robert Sobel, qui affirme que c'était aussi le siège du Parti Républicain. En juin, Gallaher déménage à nouveau sa criée au 164 de la 5ème Avenue. Elle peut selon lui accueillir 1500 personnes. Puis il revient à Broadway en novembre 1864 avant de faire ériger un bâtiment à l'angle de la 5e Avenue et de la 24e rue, qui ouvre en avril 1865. Le NYSE, l'Open Board et le New York Gold Exchange interdisent alors à leurs membres de fréquenter l'Evening Exchange, sous prétexte des risques causés par la faillite de Ketchum, Son & Co, courtier qui chute dans le sillage des cours de l'or, le 15 août 1865, à la fin de la Guerre de Sécession. 
En effet, entre la fin février 1865 et le début avril 1865, date de la Bataille d'Appomattox Court House, le cours du métal précieux a abandonné le quart de sa valeur et les cours moyens des actions 15%. Les échanges sur l'Evening Exchange ont alors déjà beaucoup diminué. Dans plusieurs articles et éditoriaux, le New York Herald l'accuse de tous les maux, y compris de casser les familles et ruiner les gens ordinaires, qu'ils soient coiffeurs, épiciers ou tailleurs, et de faire monter le taux de crime à New York.
Jusqu’en 1868, il n’y avait aucune cote officielle des actions à New-York car les mêmes titres étaient négociés simultanément sur les différentes Bourses, et, faute d'arbitrages suffisants, plusieurs cours différents pour le même titre au même instant étaient fréquents. L'Open Board fut le premier à créer un comité pour réguler ses activités et il est alors perçu comme le rival le plus dangereux pour le NYSE. Faute de pouvoir ou d'avoir l'obligation de garder une trace des cours, les courtiers inscrivaient les cours sur des bouts de papier envoyés par coursier aux maisons de courtage.
Avec 354 membres, l'Open Board a été en concurrence avec son principal rival, la Bourse de New York car il a utilisé un système de négociation plus moderne, en continu, supérieur en termes de disponibilité à celui de la Bourse de New York, où les courtiers appellent deux fois par jour des sessions de négociation pour chaque action, appelées Fixing. 
L'Open Board a fusionné avec la Bourse de New York en 1869, en raison du succès du Stock Ticker, rapidement adopté sur le New York Stock Exchange en 1871 pour permettre la cotation en continu. La fusion a été réglée par un plan du 8 mai 1869, répartissant le nombre de membres et de directeurs entre le New York Stock Exchange et l'Open Board of Brokers. La nouvelle structure a 1060 membres, parmi lesquels 533 du New York Stock Exchange, 173 du "Government Bond Department" et 354 de l'Open Board of Brokers, soit un total de 1060. Plus tard en 1877, un nouveau marché boursier au nom proche, le New-York Open Board of Stock Brokers, sera créé dans la même ville.

## Chronologie
- fin 1861 à 1863 : triplement des cours de l'or et multiplication par 19 des cours du coton[5] ;
- avril 1861 : Abraham Lincoln déclare un blocus naval des ports de la Confédération du Sud pour l'empêcher d'exporter son coton en Angleterre[5] ;
- décembre 1861 : les rumeurs de soutien militaire anglais aux sudistes font grimper l'or ;
- janvier 1862 : le New York Stock Exchange organise ses premières ventes d'or car aucun marché existe ;
- avril 1862, l'amiral nordiste David Farragut s'empare de la Nouvelle-Orléans ;
- mai 1862 : le marché boursier a commencé à s'emballer ;
- 11 septembre 1862 : fondation de la Bourse des valeurs de San Francisco pour les mines d'or puis d'argent ;
- 29 janvier 1863 : le New York Stock Exchange choisit ce nom pour agir « patriotiquement » et interdit les ventes à terme d'or ;
- 18 février 1863 : loi interdisant les prêts sur l'or, qui fait fermer ses différents marchés[6] ;
- 1862 : les États-Unis viennent de produire 3 millions de barils (en), trois ans après la découverte de Pennsylvanie ;
- février 1863 : la presse signale l'efficacité du marché informel sur les pétrolières créé par George H. Thurston[7], qui devient en 1864 la Bourse des valeurs de Pittsburgh ;
- printemps 1863 : les menées du général sudiste Lee vers la forteresse de Gettysburg font atteindre un sommet de 285 dollars au lot de 100 dollars d'or[6] ;
- 3 juillet 1863 : Wall Street apprend avant Abraham Lincoln la défaite des sudistes, principal tournant de la guerre, à la Bataille de Gettysburg[6] ;
- 12 octobre 1863 : les traders du NYSE s'installent dans une salle destinée aux échanges sur l'or au « Merchants' Exchange » de Samuel S. Gilpin[2], au 26 Exchange Place[2]
- novembre 1863 : le New York Times mentionne des échanges d'un nouveau « Public Stock Board » dans un hôtel de la 5ème Avenue ;
- mars 1864 : une partie des courtiers de ce « Public Stock Board » crée un nouveau marché appelé « Open Board of Stock Brokers » ;
- 19 janvier 1864 : le Times décrit une version quasi-nocturne et non officielle de l'"Open Board of Stock Brokers";
- 17 juin 1864 : loi interdisant les échanges publics sur l'or, qui fait fermer ses différents marchés[6] ;
- 1er juillet 1864 : le journal Pittsburgh Commercial publie le cours de trois sociétés pétrolières, puis six le mois suivant et dix-sept en septembre ;
- octobre 1864 : fondation officielle du premier New York Gold Exchange (en) par Samuel Gilpin ;
- début avril 1865 : Bataille d'Appomattox Court House, le cours du métal précieux chute ;
- avril 1865 : l'Evening Exchange ouvre dans son propre bâtiment ;
- 1865 : le New York Stock Exchange déménage au 10-12, Broad Street ;
- 15 août 1865 : le courtier Ketchum, Son & Co chute dans le sillage des cours de l'or ;
- 1867 : Thomas Edison perfectionne le Stock Ticker ;
- 8 mai 1869 : l'« Open Board of Stock Brokers » fusionne avec le New York Stock Exchange ;
- 1871 : le Stock Ticker adopté sur le New York Stock Exchange ;
- juin 1871 : sur le Comstock Lode du Nevada, les mineurs découvrent le Crown Point Bonanzza ;
- printemps 1871 : début de l'affaire de l'Emma Silver Mine ;
- mars 1873 : découverte du Big Bonanzza sur le Comstock Lode, toutes les actions s'envolent ;
- Crise bancaire de mai 1873, qui affecte les chemins de fer et les banques, plusieurs marchés se spécialisent dans les actions minières, car l'or et l'argent sont des placements refuge ;
- 1874 : fondation de la Bourse des valeurs de Saint-Louis ;
- 1er janvier 1875 : fondation à Denver du « Colorado Mining Stock Exchange », future Bourse de Denver ;
- 1875 : le futur Consolidated Stock Exchange fondé sous le nom de « New York Mining Stock Exchange » ;
- mai 1876 : fondation de l'« American Mining and Stock Exchange », qui a absorbé peu après le « New-York Open Gold and Stock Exchange » ;
- 1877 : nouveau marché boursier, le « New-York Open Board of Stock Brokers » créé à New-York ;
- 1883 : le Consolidated Stock Exchange absorbe le « National Petroleum Exchange » pour devenir le « New-York Mining Stock and National; Petroleum Exchange », puis le Miscellaneous Security Board, pour devenir le New-York Petroleum Exchange and Stock Board ;
- 28 février 1885 : le Consolidated Stock Exchange prend ce nom après sa fusion avec le New-York Petroleum Exchange and Stock Board;